# Canthidermis macrolepis
Canthidermis macrolepis is een straalvinnige vissensoort uit de familie van trekkervissen (Balistidae). De wetenschappelijke naam van de soort is voor het eerst geldig gepubliceerd in 1888 door Boulenger.